# Basilique de Maxence et Constantin
La basilique de Maxence et Constantin (Basilica Maxentii et Constantini), connue dans les régionnaires de Rome sous le nom de Basilica Nova, est la dernière et la plus grande basilique civile de la Rome antique, qui remonte au début du IVe siècle. La construction fut commencée par l'empereur Maxence et terminée par Constantin Ier, vainqueur de Maxence à la bataille du pont Milvius.
La basilique fut érigée le long de la Voie Sacrée, entre le Forum romain et le temple de Vénus et de Rome, dans la Velia.

## Histoire
Dans la Rome antique, les basiliques n'avaient pas de fonction religieuse, la basilique de Maxence et de Constantin abritait les activités judiciaires de la ville. 
Le but de cette construction était de réaffirmer la puissance et la beauté de Rome.  
Elle fut tout d'abord appelée Basilica Nova. Elle remplaça les Horrea Piperataria construits par Domitien et incendiés sous Commode en 191 ap. J.-C. 
La basilique de Maxence et de Constantin fut la dernière des basiliques de Rome.

## Architecture

### Projet initial de Maxence
La technique utilisée pour l'édification de cette basilique est celle de l'opus caementicium et de la voûte concrète, parementés en brique ou couverts de marbre. La basilique tenait sur une énorme fondation rectangulaire de 100 mètres de long et 65 mètres de large, et était composée d'une nef centrale de 80 mètres de long pour 25 mètres de large et 35 mètres de haut, et de deux bas-côtés de 16 mètres de large pour 24,5 mètres de haut. Ses trois travées sont séparées et articulées par huit colonnes monolithiques de marbre, de 14,5 mètres de haut pour 5,4 mètres de circonférence, les plus grandes de la Rome antique. Les trois nefs étaient construites suivant la direction est-ouest.  
Le plafond était décoré par de profonds caissons hexagonaux et octogonaux et le toit était recouvert de tuiles de bronze doré.
L'entrée principale du projet de Maxence se trouvait à l'est, face au Colisée, tandis qu'une abside prolongeait vers l'ouest la nef centrale. Le coin nord-ouest de la basilique joignait le mur du forum de la Paix, bouchant de ce fait la voie de communication précédemment existante entre le Forum romain et la zone du Carinae (Subure). Maxence a donc construit un passage sous ce coin nord-ouest du bâtiment, d'environ 4 mètres de large pour 20 mètres de long.
La façade de la basilique construite par Maxence était côté est, et un vestibule de 8 mètres de profondeur longeait toute cette façade est. De ce vestibule, cinq entrées donnaient dans la basilique : trois dans la nef centrale, et une dans chacun des bas-côtés.

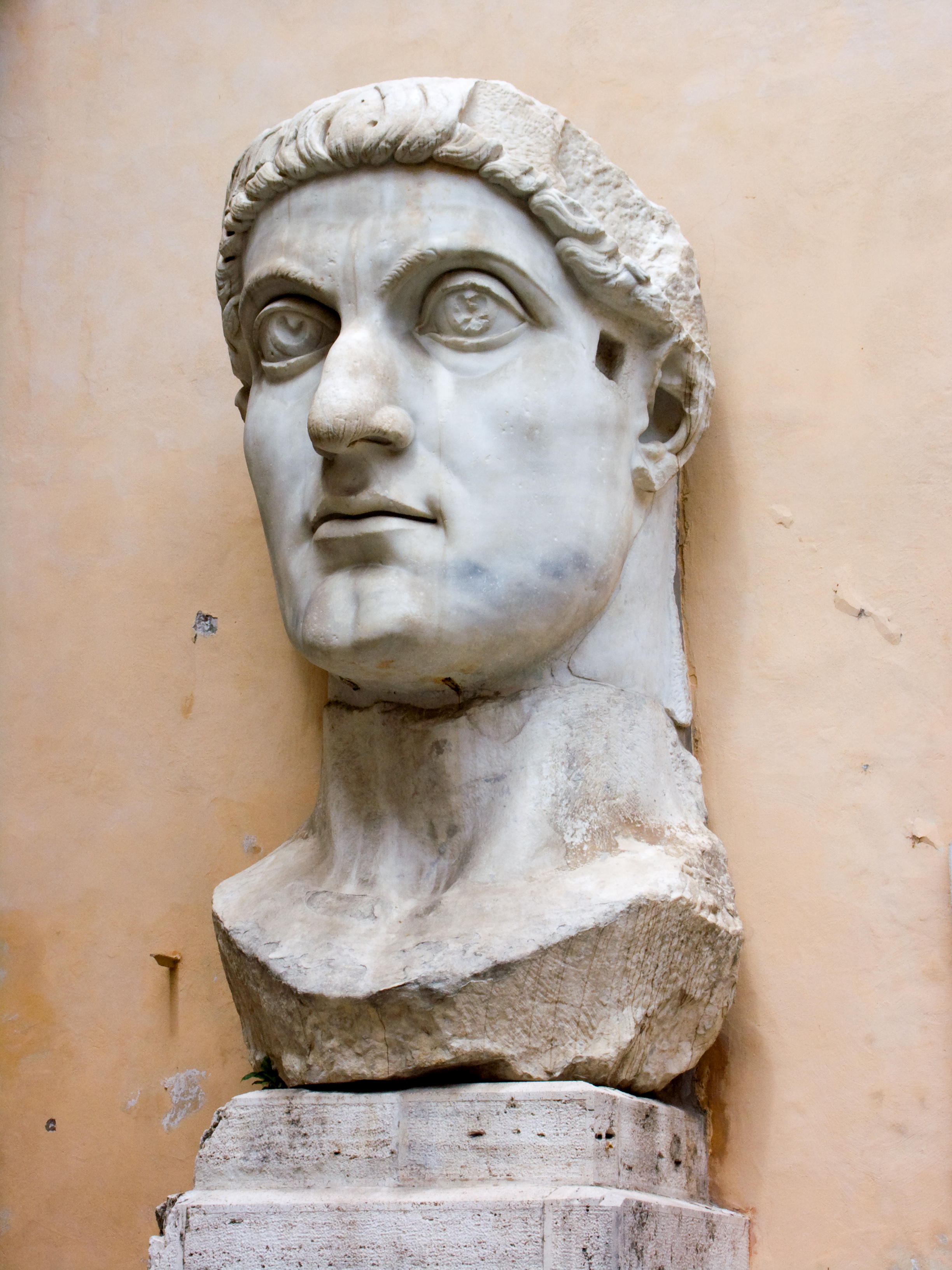
Tête de la statue colossale de Constantin Ier

### Modifications de Constantin Ier
Après sa victoire sur Maxence au pont Milvius en 312 ap. J.-C., Constantin Ier trouva la basilique inachevée, et décida d'en reprendre le chantier, mais en modifiant le projet initial. Il créa un nouvel axe nord-sud en construisant au sud un nouveau portique d'entrée sur la Voie Sacrée, et, en face, du côté nord, une seconde abside, aussi grande que la première (15 mètres de largeur). L'abside semi-circulaire de Constantin contenait seize places rectangulaires en deux rangées, avec un piédestal au centre. Elle était séparée de la nef par un entablement reposant sur deux colonnes de marbre, en formant ainsi une sorte de tribunal. Quant à l'abside de Maxence, Constantin y fit représenter une statue colossale de lui-même, en bronze et en marbre (tête ci-contre). Constantin fit en outre entièrement plaquer l'intérieur de la basilique d'immenses opus sectiles en marbres polychromes. Elle abritait un tribunal.

## Envergure de la basilique
La grande épaisseur des murs (jusqu'à 6 mètres) et l'énorme taille et envergure du toit ont fait de ce monument l'un des plus remarquables de Rome. La magnificence de sa décoration intérieure était proportionnée à sa taille et à son caractère imposant. Elle fut édifiée à l'image des grandes salles des thermes romains, et non pas sur le plan basilical traditionnel à rangées de colonnes.
Ce monument est le dernier et le plus grand édifice d'époque impériale construit dans cette partie de Rome, au cœur de la ville. Il est probablement, en volume, la plus grande salle construite dans l'Antiquité.

## Postérité

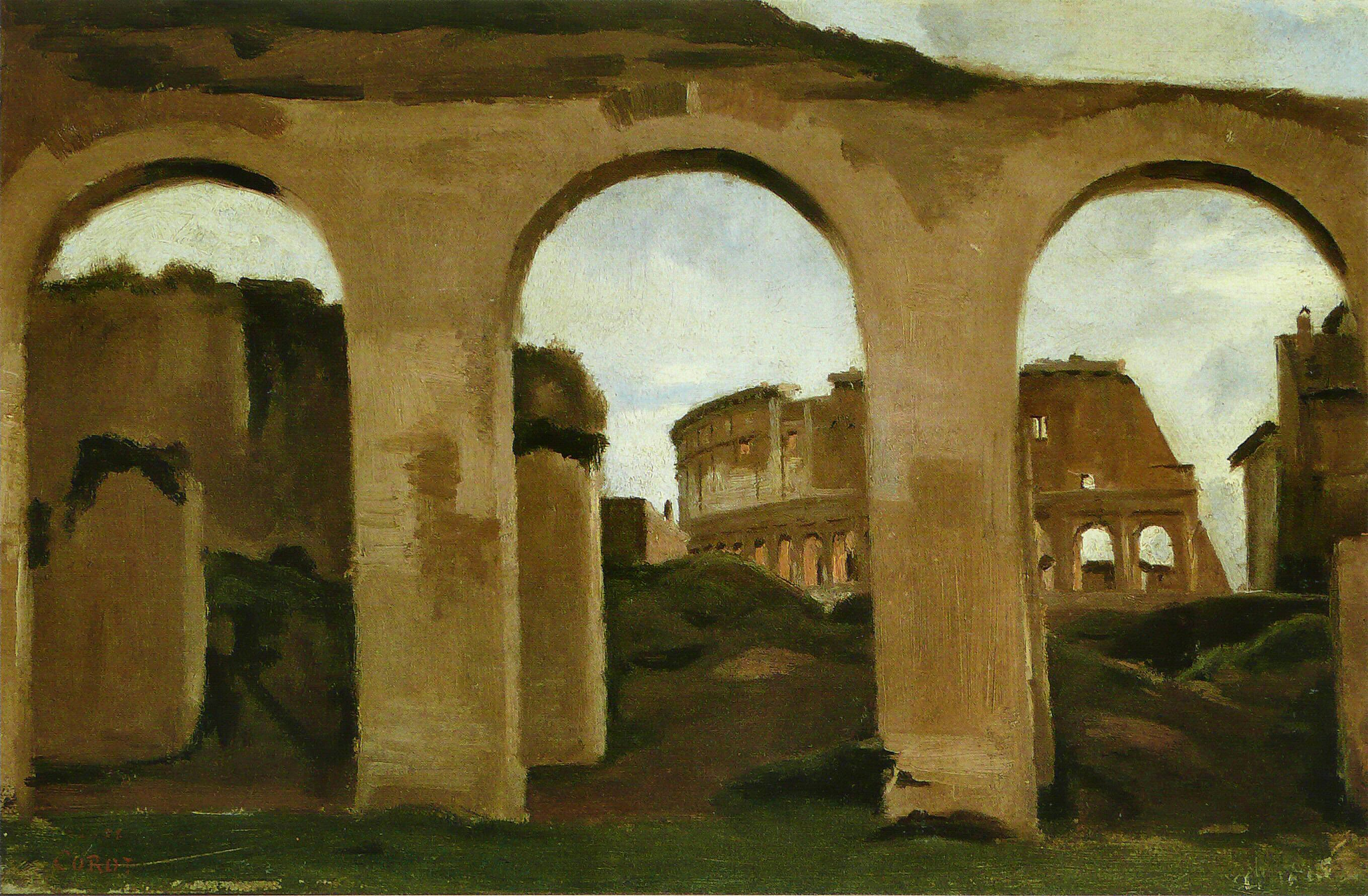
Le Colisée, vu à travers les arcades de la Basilique de Constantin par Camille Corot, 1825, Musée du Louvre

Deux tremblements de terre (en 847 et surtout en 1349) ont eu raison de la nef centrale, avec ses merveilleuses voûtes d'arêtes en caisson de 25 par 25 mètres et de 35 mètres de hauteur, ainsi que du bas-côté sud et des deux portiques. Il ne reste plus aujourd'hui en élévation que le bas-côté nord de l'édifice, y compris ses trois voûtes en berceau transversal, dont on peut admirer les caissons octogonaux.
Des fragments de marbre de la basilique, retrouvés au XVe siècle, sont aujourd'hui conservés dans la cour du palais des Conservateurs, et notamment les parties en marbre de la statue colossale de Constantin Ier.
Les colonnes monolithiques furent détruites, excepté celle qui fut enlevée par Paul V en 1613, et qui fut placée sur la Piazza di Santa Maria Maggiore pour ériger la colonne de la Paix, où elle se trouve toujours. La postérité architecturale de la basilique de Maxence et Constantin est immense : au Moyen Âge déjà, on en réalise une copie à l'échelle 1/5e, dans l'avant-nef de l'abbaye Saint-Philibert de Tournus (XIe siècle). À la Renaissance, elle a été  admirée par tous les grands architectes et copiée pour la nef de la basilique Saint-Pierre du Vatican. La construction baroque lui doit beaucoup.
Aux XIXe et XXe siècles, elle inspira encore l'architecture de plusieurs gares, en Europe et aux États-Unis. Ses arches sont représentées par Camille Corot dans le tableau de 1825 Le Colisée, vu à travers les arcades de la Basilique de Constantin conservé au Musée du Louvre.
En 1960, la basilique fut utilisée comme site de compétition lors des Jeux olympiques d'été de 1960 pour les épreuves de lutte.

## Illustrations

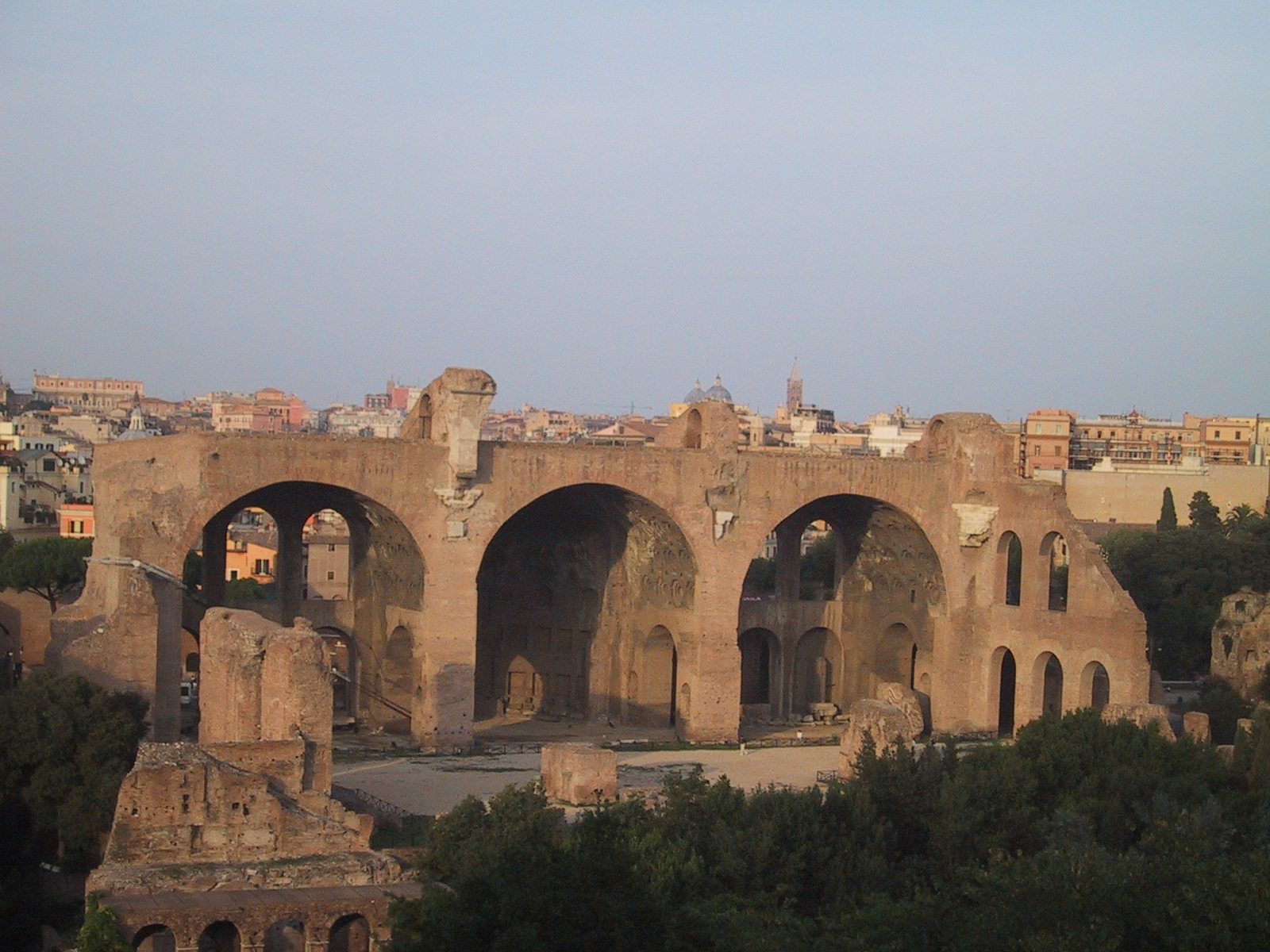
Nef latérale nord, voûtes avec plafond à caissons.
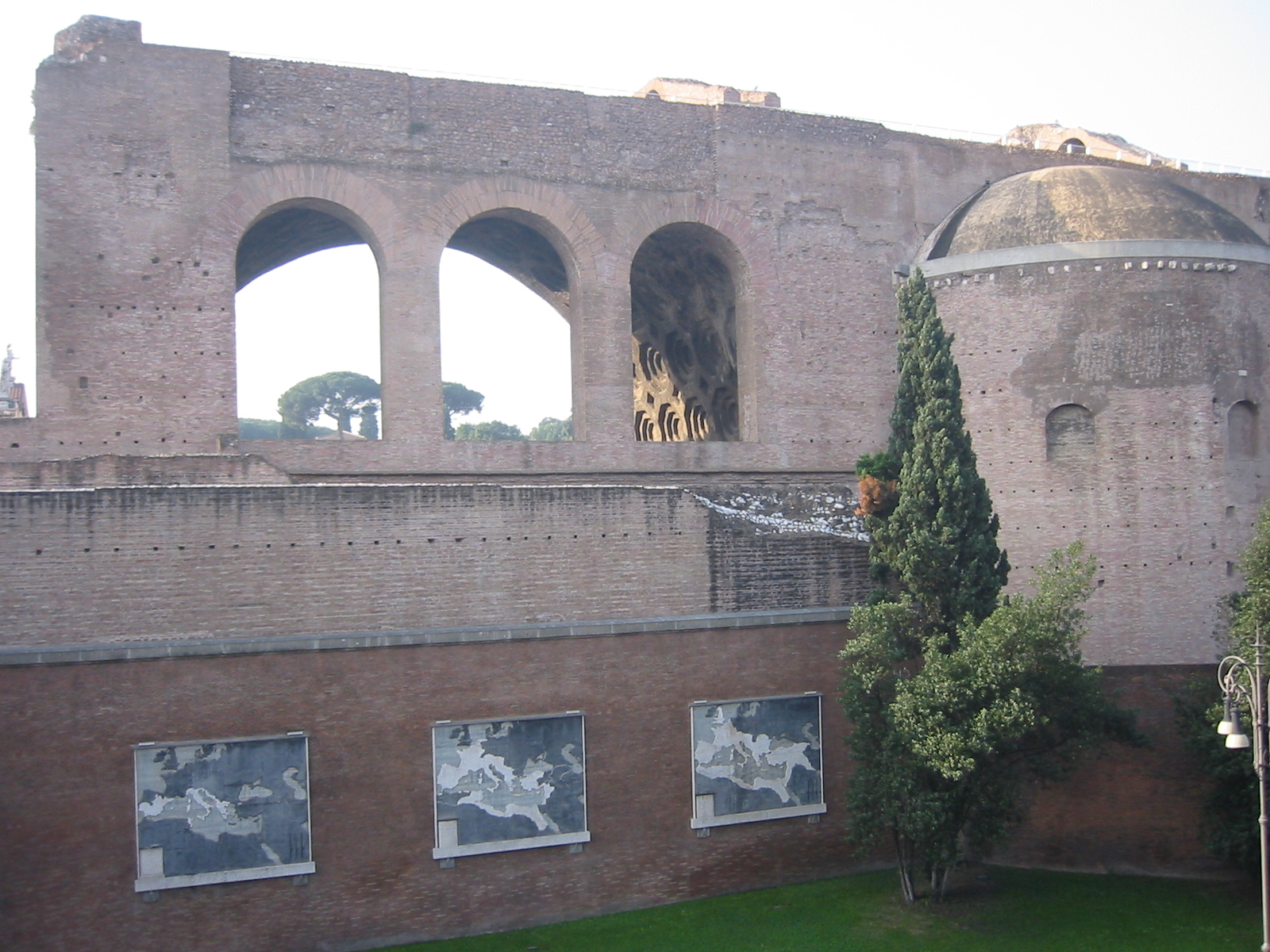
Vue arrière montrant l'abside de Constantin Ier.
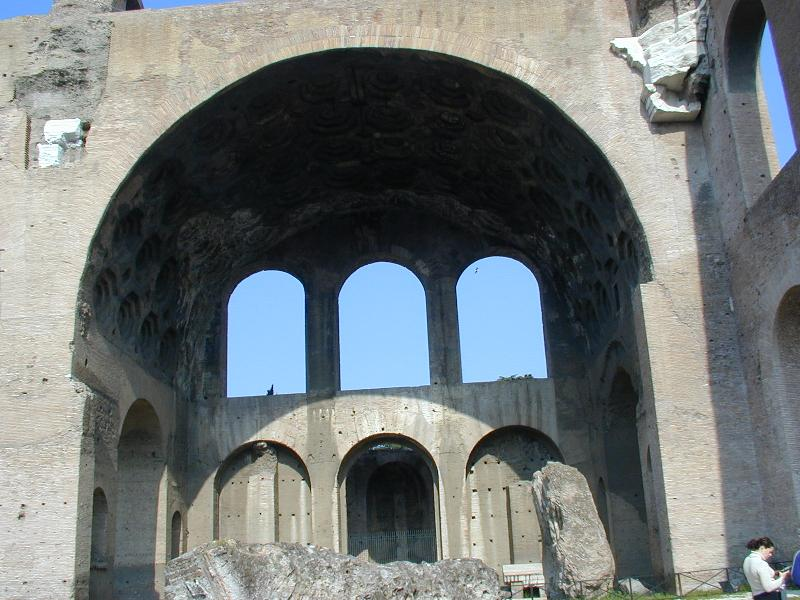
Vue depuis la Via Sacra
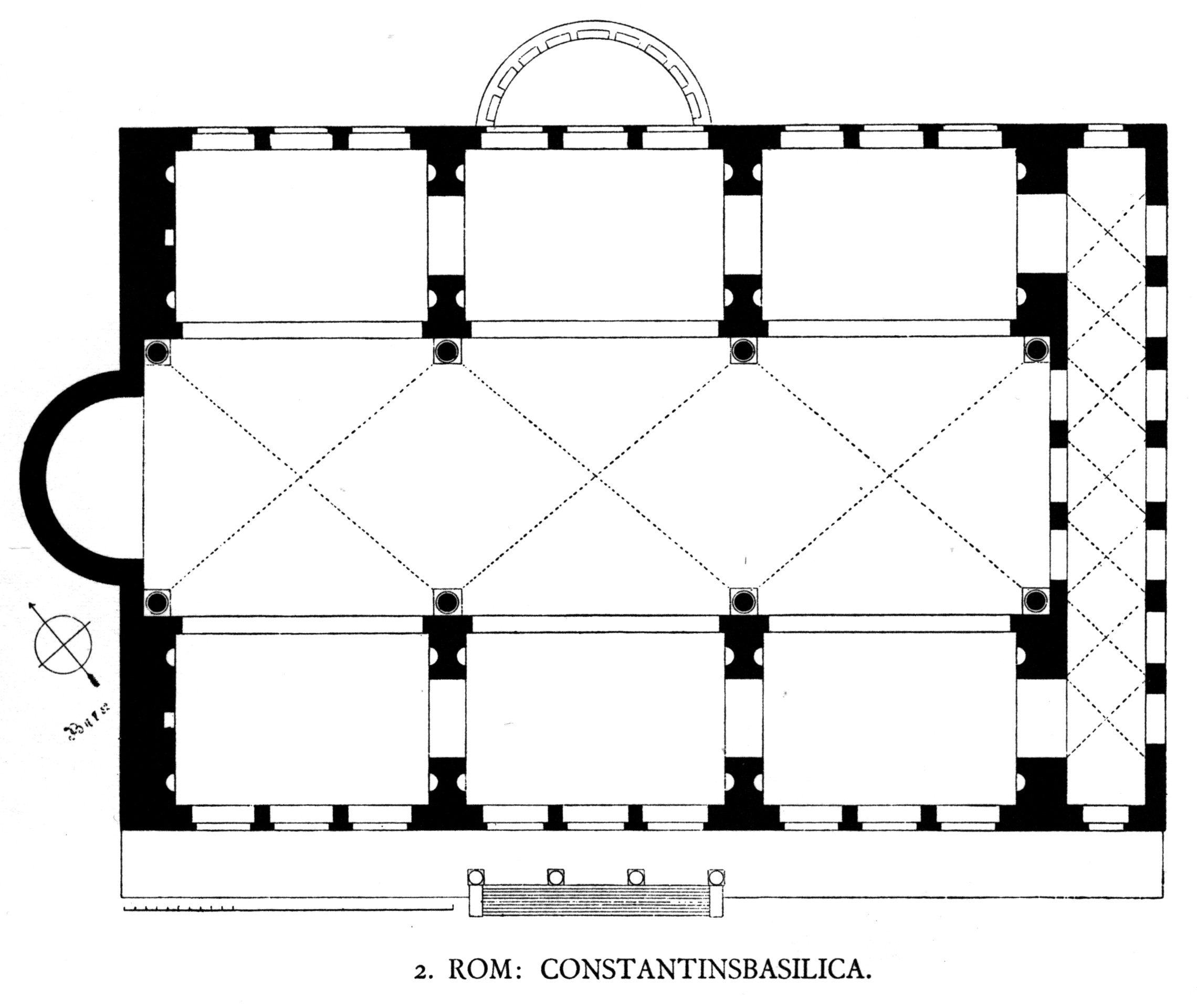
Plan d'ensemble après les modifications de Constantin Ier.
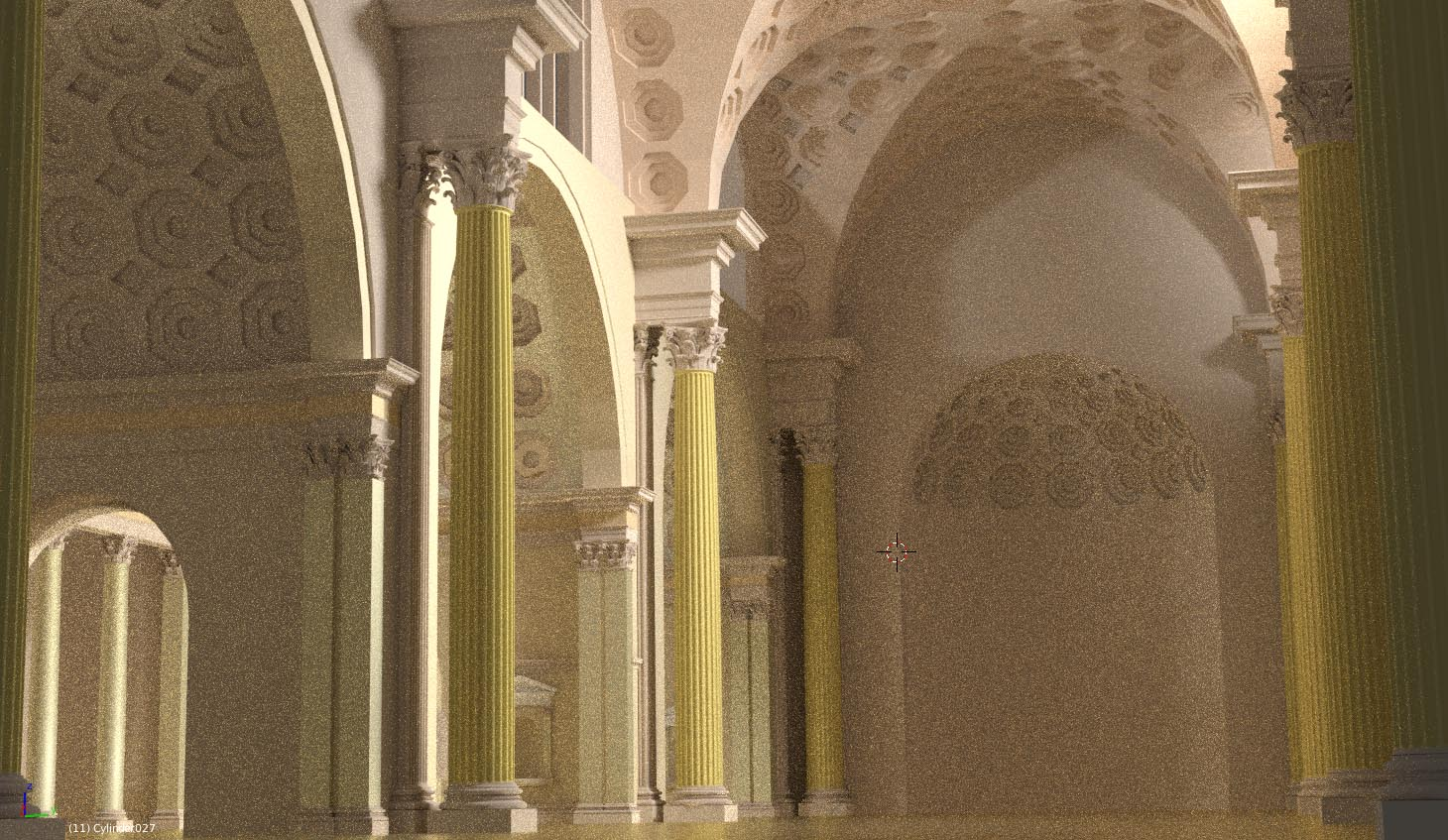
Aspect probable de l'intérieur de la basilique de Maxence et Constantin. À gauche, les trois arcs colossaux, subsistant encore de nos jours.